# لوکا ماتزانتی
لوکا ماتزانتی (ایتالیایی: Luca Mazzanti؛ زادهٔ ۴ فوریهٔ ۱۹۷۴) دوچرخه‌سوار اهل ایتالیا است. وی در مسابقات جیرو دیتالیا شرکت کرده است.